# Jeanne Jugan

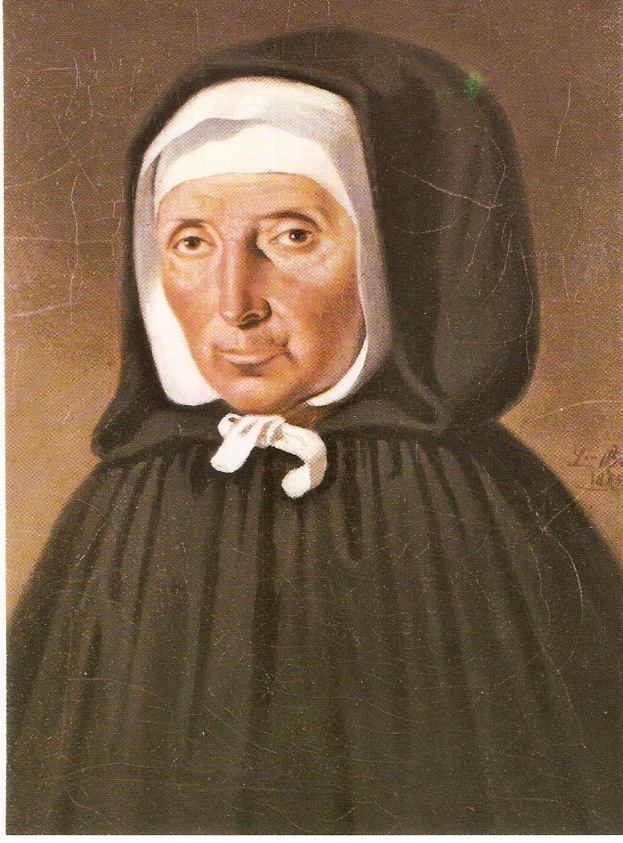
Jeanne Jugan (von Leon Brune)

Der heilige Jeanne Jugan, auch Schwester Marie vom Kreuz, (* 25. Oktober 1792 im Weiler Petites-Croix bei Cancale, Bretagne, Frankreich; † 29. August 1879 in Saint-Servan, Frankreich) war eine französische Ordensschwester und ist eine Heilige der katholischen Kirche. Ihr katholischer Gedenktag in der Liturgie ist der 30. August.

## Leben
Jeanne Jugan, sechstes von acht Kindern aus einer Fischer- und Seemannsfamilie, gründete 1842 in Saint-Servan bei Saint-Malo die Kongregation der Kleinen Schwestern der Armen (franz. Petites Sœurs des Pauvres), die sich im sozial-karitativen Bereich engagiert. 1879 wurde die Ordensgemeinschaft durch Papst Leo XIII. anerkannt. Am 8. Dezember 1843 wurde sie zu ersten Oberin gewählt; später lebte sie als einfache Schwester Maria vom Kreuz.
Jeanne Jugan wurde am 3. Oktober 1982 durch Papst Johannes Paul II. selig und am 11. Oktober 2009 von Papst Benedikt XVI. heiliggesprochen.